# Miedzna (gmina)
Pour les articles homonymes, voir Miedzna.
La gmina Miedzna est un district administratif situé en milieu rural, dans la Węgrów en Voïvodie de Mazovie, dans le centre-est de la Pologne.
Son siège administratif (chef-lieu) est le village de Miedzna, qui se situe environ 9 km au nord-est de Węgrów (siège de la powiat) et 80 km à l'est de Varsovie (capitale de la Pologne).
La gmina couvre une superficie de 115,78 km2 pour une population de 4 102 habitants en 2006.

## Géographie
La Gmina Miedzna comprend les villages de :

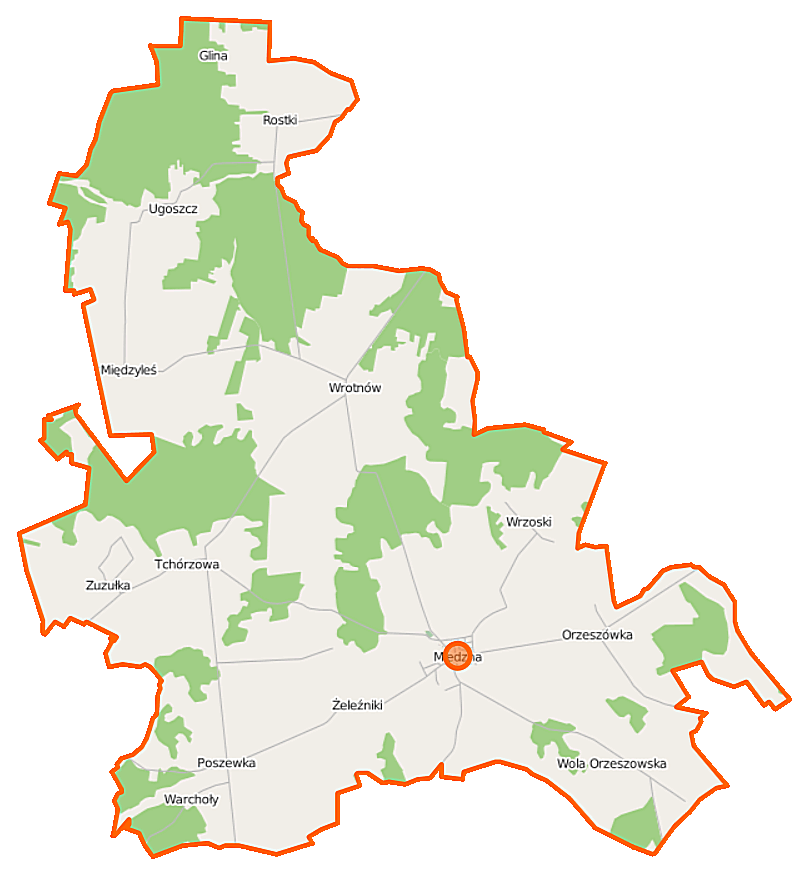
Plan de la gmina

- Glina
- Miedzna
- Międzyleś
- Orzeszówka
- Poszewka
- Rostki
- Tchórzowa
- Ugoszcz
- Warchoły
- Wola Orzeszowska, Wrotnów
- Wrzoski
- Żeleźniki
- Zuzułka

### Gminy voisines
La gmina de Miedzna est voisine de:

la ville de:
- Węgrów

et les gminy de:
- Kosów Lacki
- Liw
- Sokołów Podlaski
- Stoczek

## Structure du terrain
D'après les données de 2002, la superficie de la commune de Szydłowiec est de 115,78 km2, répartis comme telle :
- terres agricoles : 67%
- forêts : 27%

La commune représente 9,5% de la superficie du powiat.

## Démographie
Données du 30 juin 2004 :
| Description        | Total  | Total | Femmes | Femmes | Hommes | Hommes |
| ------------------ | ------ | ----- | ------ | ------ | ------ | ------ |
| Unité              | Nombre | %     | Nombre | %      | Nombre | %      |
| Population         | 4 158  | 100   | 2 066  | 49,7   | 2 092  | 50,3   |
| Densité (hab./km²) | 35,9   | 35,9  | 17,8   | 17,8   | 18,1   | 18,1   |